# ᱆
Cette page contient des caractères spéciaux ou non latins. S’ils s’affichent mal (▯, ?, etc.), consultez la page d’aide Unicode.
᱆ est un chiffre de l’alphasyllabaire lepcha équivalent au 6 en chiffres arabes.

## Représentations informatiques
| Représentation | Chaînes de caractères | Points de code | Descriptions       |
| -------------- | --------------------- | -------------- | ------------------ |
| ᱆              | ᱆                     | U+1C46         | Chiffre lepcha six |